# Christina Ramberg
Christina Ramberg, tidigare Hultmark respektive Hultmark Ramberg, född 1962, är en svensk rättsvetenskaplig forskare och författare som är professor i civilrätt vid Stockholms universitet.
Ramberg tog 1984 juristexamen vid Stockholms universitet, satt därefter ting vid Kristianstads tingsrätt och disputerade 1992 vid Stockholms universitet och blev därigenom juris doktor. Hon var 1994-1996 universitetslektor i civilrätt vid Göteborgs universitet där hon 1997 blev docent. 1998-2011 var hon professor i handelsrätt vid Handelshögskolan vid Göteborgs universitet och sedan 2011 är hon professor i civilrätt vid Stockholms universitet.
Hon har också varit professor i International Commercial Law vid Handelshögskolan i Stockholm (2001-2002) och var 2002 professor vid universitetet i Utrecht. 2006 var hon adjungerad som hovrättsråd i Hovrätten för Västra Sverige och 2007-2009 biträdande jurist på Advokatfirman Vinge. Hon är ofta anlitad som skiljeman i svenska och internationella skiljeförfaranden.  
Ramberg har representerat Sverige i FN-organet UNCITRAL rörande modellagen om elektroniska signaturer. Hon var i mer än tio år ledamot av The Coordinating Committee in the Study Group for a European Civil Code och engagerad i det projekt som mynnade ut i DCFR (Draft Common Frame of Reference).
Ramberg har är författare till eller medförfattare i ett stort antal juridiska böcker. Hon är sedan 2010 (21:a reviderade upplagan) ansvarig för boken Malmströms Civilrätt, tidigare kallad Civilrätt, som ursprungligen skrevs av Åke Malmström och utkom i sin första upplaga 1962. Hon tog närmast över ansvaret för boken från Anders Agell och Tore Sigeman.Bland hennes övriga böcker finns Bisarr rättsfilosofi (2012).
Christina Ramberg blev år 2011 framröstad till Årets jurist. Hon är dotter till civilrättsprofessorn Jan Ramberg som hon även skrivit juridisk litteratur tillsammans med.

## Avtalslagen 2020
Ramberg ligger även bakom Avtalslagen 2020 som är en kodifiering (med amerikansk juridisk terminologi restatement) av modern svensk avtalsrätt, uppställd i likhet med en antagen lagtext. Föregångaren Avtalslagen 2010 kom till eftersom Ramberg ansåg 1915 års avtalslag föråldrad och svåranvänd för praktiserande affärsjurister. Texten har fått positiv uppmärksamhet eftersom den är snabbt tillgänglig jämfört med läroboksframställningar av motsvarande material, men också kritik eftersom hon kallat sin text för "lag" och för att hon hävdade att den utgjorde en rättskälla.